# مارتین مریتا
مارتین مَریتا (به انگلیسی: Martin Marietta) شرکت خوشه‌ای آمریکایی بود، که در حوزه‌های فناوری هوافضا، ساخت تجهیزات الکترونیکی و تولید محصولات شیمیایی فعالیت می‌کرد.
این شرکت در سال ۱۹۶۱ با ادغام شرکت‌های گلن ال. مارتین کمپانی و امریکن-مریتا تأسیس شد و در سال ۱۹۹۵ در پی ادغام با شرکت لاکهید، منحل گردید. مارتین مریتا سال‌ها به عنوان یکی از پیشتازان حوزه صنایع شیمیایی و تولید رنگ‌های صنعتی، همچنین ساخت انواع ادوات نظامی، طراحی و ساخت هواگردها و موشک‌های بالستیک قاره‌پیما، ساخت تجهیزات الکترونیکی و لوازم برقی خانگی فعالیت می‌کرد.
از تولیدات این شرکت می‌توان به هواگردهای مارتین بی-۱۰، مارتین اکس‌بی-۱۶، مارتین پی-۶ام سمستر و مارتین مریتا ایکس-۲۴ای اشاره کرد. شرکت مارتین مریتا در سال ۱۹۹۵ با شرکت هوافضا و صنایع جنگ‌افزاری لاکهید ادغام شد و در پی آن لاکهید مارتین تشکیل گردید. این شرکت هم‌اکنون به‌عنوان بزرگترین تولیدکننده تجهیزات دفاعی و ادوات نظامی در جهان شناخته می‌شود.